# Racerbana

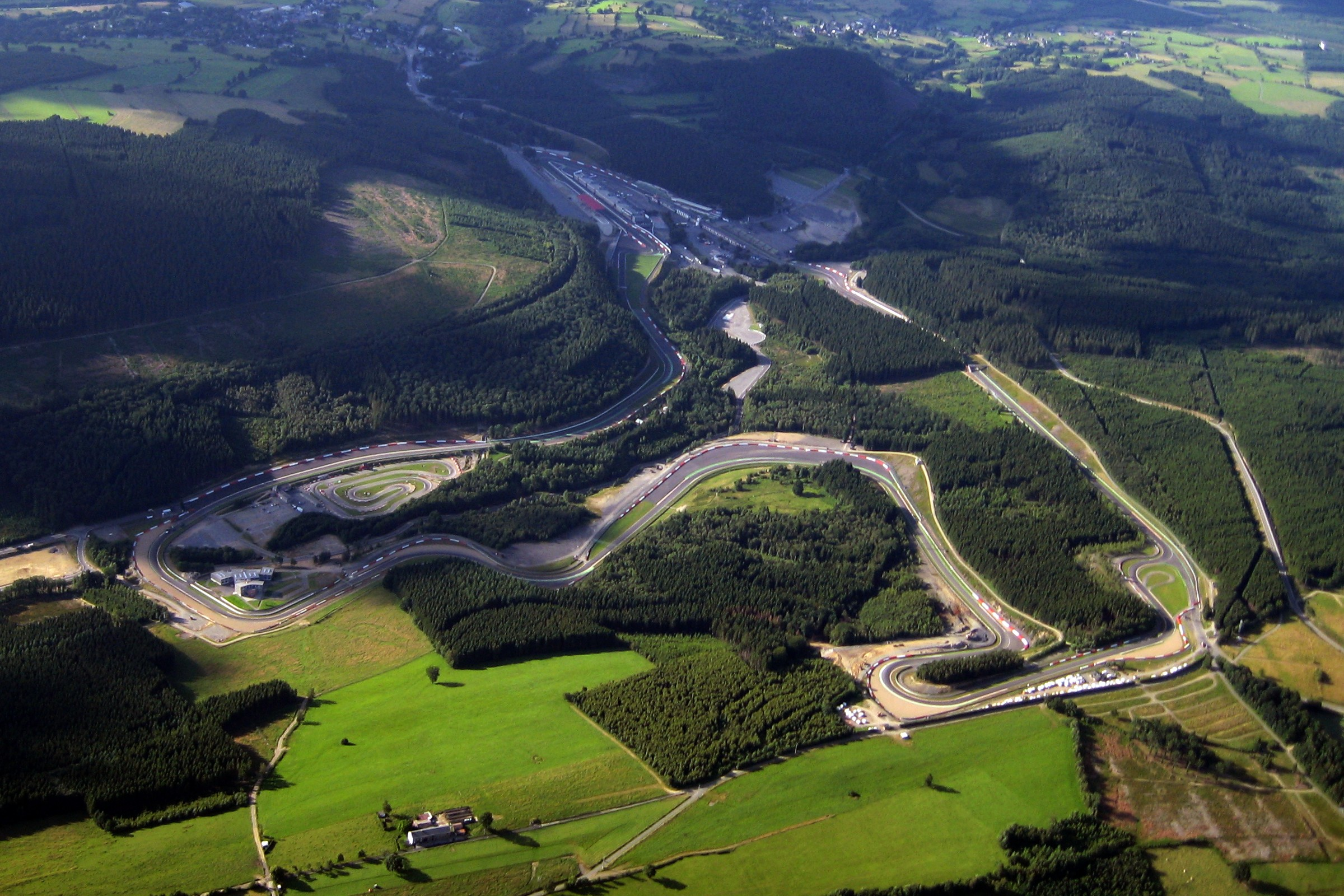
Flygfoto över Circuit de Spa-Francorchamps i Belgien.

En racerbana är en asfalterad anläggning som används till racing och roadracing. Den första racerbanan var Brooklands i Storbritannien.

## Typer av racerbanor
- Vanliga permanenta racerbanor: Den vanligaste typen av racerbanor. Har kombinationer med raksträckor och kurvor åt både höger och vänster.
- Ovalbana: Den snabbaste typen av racerbanor. Främst populära i USA och används av bland annat Indycar och NASCAR. Har ofta bankade kurvor, alla åt samma håll.
- Stadsbanor: Avstängda vägar i städer som normalt sett används till vanlig trafik. Stadsbanorna har ofta nära mellan murarna och saknar ofta avåkningszoner.
- Landsvägsbanor: Banor som går på allmänna vägar som stängs av för allmänheten under evenemagen. Det var den ursprungliga bantypen, som i stort har övergivits på grund av de dödliga riskerna med träd, murar, stolpar och andra hårda föremål nära banan.

## Kända racerbanor
Några av de mest kända racerbanorna.
- Autodromo Nazionale Monza (permanent)
- Automobil-Verkehrs- und Übungs-Straße (används som motorväg)
- Brooklands (nedlagd)
- Indianapolis Motor Speedway (permanent ovalbana)
- Nürburgring (permanent)
- Circuit de Monaco (stadsbana)
- Circuit de la Sarthe (permanent)
- Circuit de Spa-Francorchamps (permanent)
- Snaefell Mountain Course (landsvägsbana)
- Silverstone Circuit (permanent)